# Santa María (Puértolas)
Santa María es una localidad española del municipio de Puértolas, en la comarca del Sobrarbe, provincia de Huesca, Aragón. Situado a 5 km de Aínsa.

## Geografía
La localidad se encuentra en una pendiente frente al río Cinca. A 986 m s. n. m. y a 1 km de distancia de Puértolas.

## Historia
La localidad se empezó a desarrollar a partir de la ermita de la Virgen de la Plana en el siglo xvii. La casa más antigua data del año 1636.

## Lugares de interés

### Ermita de la Virgen de la Plana
Ermita original del siglo xvi. Obra hecha de sillarejo, de planta de cruz latina con dos capillas a modo de crucero bajo. La entrada se encuentra en el sur con un arco de medio punto de grandes dovelas. A los pies de la ermita hay adosada una habitación de planta baja, con acceso desde el lado sur. En el muro oeste de la capilla sur aparece grabada la fecha de 1752 por una gran reforma que se hizo en la ermita.

### La Iglesieta
Se utilizó como pequeña iglesia para sustituir a la ermita de Santa María, dejó de utilizarse en la Guerra Civil y debido a su abandono se encuentra en bastante mal estado. El edificio está hecho de sillarejo, con planta rectangular y de única nave. El acceso se encuentra en el muro sur. Su altar se encuentra adosado al muro con lo que pudo haber una hornacina.

## Fiestas locales
- Romería, 15 de agosto, asistían los habitantes del valle de Puértolas.[3]
- Fiesta mayor, 15 de agosto, fiesta de la Asunción de María.

## Demografía
| Gráfica de evolución de Santa María entre 2000 y 2020 |
|                                                       |
| Datos del padrón municipal 2020 del INE.              |